# فيديريكو ريفويلتو
فيديريكو ريفويلتو (بالإسبانية: Federico Revuelto)‏ لاعب كرة قدم من غواتيمالا لعب لنادي مدريد (ريال مدريد حالياً) من 1902 إلى 1912.

## السيرة
ولد فيديريكو ريفويلتو في كويوتينانغو، سوشيتبيكيز، غواتيمالا في 1883.
في البداية، كان ريفويلتو يمارس الرغبي في إنجلترا. ثم تحول لممارسة كرة القدم وانضم إلى نادي مدريد الذي تأسس حديثًا في 1902 وهو في سن 19 عامًا، ليكون بذلك أول لاعب من أمريكا الوسطى يلعب للفريق، وكان يلعب في مركز المهاجم الأيسر. كان ريفويلتو قائد الفريق في الفترة من 1903 إلى 1904. لعب ريفويلتو في نهائيات كأس ملك إسبانيا في 1903 و1905 و1906 و1907 و1908، وفاز بالنهائيات الأربع الأخيرة وسجل الهدف الأول لفريقه في نهائي 1908. على الرغم من أن مسيرته الكروية انتهت في 1912، إلا أن آخر مشاركة له كانت في الأشهر الأولى من 1909.
شغل منصب الرئيس المؤقت لنادي مدريد في 1916، عقب استقالة أدولفو ملينديز في أعقاب خسارة الفريق نهائي كأس ملك إسبانيا 1916 بنتيحة 4-0 أمام أثلتيك بلباو، واستمر في المنصب 14 يوماً فقط.
تم إدراج ريفويلتو في قاعة المشاهير لنادي ريال مدريد في ملعب سانتياغو برنابيو.